# The Man Who Sold the World
The Man Who Sold the World est une chanson composée par David Bowie et parue en 1970 sur le troisième album du chanteur, également intitulé The Man Who Sold the World.
Elle a été reprise par plusieurs interprètes, notamment Midge Ure en 1983 et Nirvana lors du MTV Unplugged in New York en 1994.

## La chanson de David Bowie
Pistes de The Man Who Sold the World
She Shook Me Cold
(7) The Supermen
(9)

### Inspiration
Le titre de la chanson rappelle celui d'une nouvelle longue de l'écrivain de science-fiction américain Robert A. Heinlein, L'Homme qui vendit la Lune (The Man Who Sold the Moon). Cependant, l'intrigue de la nouvelle ne se retrouve pas dans les paroles de la chanson, qui sont difficiles à interpréter. Le narrateur semble rencontrer une sorte de double, « l'homme qui a vendu le monde », mais comme l'explique James E. Perone, « on ne connaît ni la signification exacte de cette expression, ni l'identité de cet homme. […] La chanson n'est qu'un portrait à grands traits de ce personnage, qui vient grossir les rangs des rebuts de la société figurant dans le reste de l'album. » Roy Carr et Charles Shaar Murray suggèrent un lien avec l'œuvre de H. P. Lovecraft, mais il est possible que les paroles soient en partie inspirées du poème Antigonish (en) de William Hughes Mearns (en).

En 1997, David Bowie offre cette explication lors d'une émission spéciale que lui consacre la BBC : 

« Je crois que je l'ai écrite parce que j'étais à la recherche d'une partie de moi-même. Aujourd'hui, je me sens plus à l'aise avec ma façon de vivre et avec ma santé mentale [rires] et mon état d'esprit et tout ça, j'ai une sorte d'impression d'unité. Pour moi, cette chanson a toujours symbolisé la façon dont on se sent quand on est jeune, quand il y a une partie de soi-même qui n'est pas encore tout à fait en place. Il y a cette période de recherche, ce besoin de découvrir qui on est vraiment. »

## Musiciens
- David Bowie : chant, guitare acoustique
- Mick Ronson : guitare électrique
- Tony Visconti : basse, chœurs
- Woody Woodmansey : batterie, percussion
- Ralph Mace – synthétiseur Minimoog

### Autres versions
- En 1979, Bowie interprète The Man Who Sold the World avec Klaus Nomi et Joey Arias sur le plateau de Saturday Night Live. Des extraits de cette émission figurent dans le film The Nomi Song.
- Un an après la mort de Kurt Cobain et la popularisation de la reprise de la chanson par Nirvana (voir plus bas), une version réenregistrée de la chanson de Bowie, produite par Brian Eno, est parue en 1995 en face B du single Strangers When We Meet.
- L'album live A Reality Tour, enregistré durant la tournée 2004 de Bowie, inclut The Man Who Sold the World.

## La reprise de Nirvana
Pistes de MTV Unplugged in New York
Jesus Doesn't Want Me for a Sunbeam
(3) Pennyroyal Tea
(5)

### Histoire
Kurt Cobain classe l'album The Man Who Sold the World à la 45e position dans la liste de ses 50 albums préférés. En 1993, son groupe, Nirvana, enregistre une reprise de la chanson-titre lors du MTV Unplugged in New York. Cette version est éditée sur l'album du même nom, sorti l'année suivante, ainsi qu'en single promotionnel. Nirvana continue à reprendre la chanson sur scène jusqu'à la mort de Cobain, en 1994. Elle figure sur la compilation Nirvana (2002).
Le succès de la reprise de Nirvana éclipse en partie l'interprète de la chanson originale : Bowie se souvient de concerts où « des gamins venaient me voir pour me dire que c'était cool que je reprenne une chanson de Nirvana ». Après la mort de Cobain, Bowie déclare que c'est cette reprise qui lui a fait prendre conscience qu'il faisait « partie du paysage musical américain ».« J'ai été tout simplement époustouflé quand j'ai découvert que Kurt Cobain aimait mon travail, et j'aurais voulu connaître la raison pour laquelle il a repris The Man Who Sold the World […] c'est une interprétation simple mais de qualité, qui semble très honnête. J'aurais aimé travailler avec lui, mais rien que discuter avec lui aurait été chouette. »

### Classements
| Classement musical                        | Meilleure position |
| ----------------------------------------- | ------------------ |
| Belgian Singles Chart (Ultratop)          | 40                 |
| Canadian RPM Singles Chart                | 22                 |
| French Airplay Chart                      | 34                 |
| U.S. Modern Rock Tracks (Billboard)       | 6                  |
| U.S. Mainstream Rock Tracks (Billboard)   | 12                 |
| U.S. Billboard Hot 100 Airplay            | 39                 |
| U.K. Rock Chart (Official Charts Company) | 18                 |
| French Singles Chart (SNEP)               | 149                |

## Autres reprises
- La chanteuse écossaise Lulu reprend The Man Who Sold the World en 1974. La chanson est coproduite par Bowie lui-même et son guitariste Mick Ronson. Bowie y joue de la guitare et du saxophone et assure les chœurs, Ronson y joue de la guitare, et les autres instruments sont tenus par des collaborateurs de longue date de Bowie : Trevor Bolder à la basse, Mike Garson au piano et Aynsley Dunbar à la batterie[19]. La version de Lulu sort en 45 tours le 11 janvier 1974 et se classe no 3 au Royaume-Uni[20].
- Lea Laven (fi) sur l'album Niin (fi) (1974), sous le titre Mies Joka Myi Maailman
- Midge Ure sur la bande originale du film Party Party (1982). Cette version figure dans la bande originale du jeu vidéo Metal Gear Solid V: The Phantom Pain (2015).
- Here & Now sur l'album Fantasy Shift (1983)
- Električni Orgazam (en) sur l'album Les Chansones Populaires (en) (1983)
- John Mellencamp sur l'album The Kid Inside (en) (1983)
- Richard Barone sur l'album Cool Blue Halo (1987)
- Ed Kuepper sur l'album The Exotic Mail Order Moods of Ed Kuepper (1995)
- Simple Minds sur l'album de reprises Neon Lights (2001)
- Cocosuma sur l'album BowieMania (2007)
- Emel Mathlouti sur l'album The Tunis Diaries (2020)